# Pliensbachien
| Systeem                              | Serie           | Etage         | Ouderdom (Ma) |
| ------------------------------------ | --------------- | ------------- | ------------- |
| Krijt                                | Vroeg           | Berriasien    | Jonger        |
| Jura                                 | Boven (Malm)    | Tithonien     | 145,0–152,1   |
| Jura                                 | Boven (Malm)    | Kimmeridgien  | 152,1–157,3   |
| Jura                                 | Boven (Malm)    | Oxfordien     | 157,3–163,5   |
| Jura                                 | Midden (Dogger) | Callovien     | 163,5–166,1   |
| Jura                                 | Midden (Dogger) | Bathonien     | 166,1–168,3   |
| Jura                                 | Midden (Dogger) | Bajocien      | 168,3–170,3   |
| Jura                                 | Midden (Dogger) | Aalenien      | 170,3–174,1   |
| Jura                                 | Onder (Lias)    | Toarcien      | 174,1–182,7   |
| Jura                                 | Onder (Lias)    | Pliensbachien | 182,7–190,8   |
| Jura                                 | Onder (Lias)    | Sinemurien    | 190,8–199,3   |
| Jura                                 | Onder (Lias)    | Hettangien    | 199,3–201,3   |
| Trias                                | Boven           | Rhaetien      | Ouder         |
| Indeling van het Jura volgens de ICS |                 |               |               |

Het geologisch tijdperk Pliensbachien (Vlaanderen: Pliensbachiaan) is een tijdsnede in het Onder-Jura, van 190,8 ± 1,0 tot 182,7 ± 0,7 Ma. Het komt na/op het Sinemurien en na het Pliensbachien komt het Toarcien.
Het Pliensbachien is ook een etage in de stratigrafie van Europa. Inofficieel wordt het Pliensbachien wel ingedeeld in twee sub-etages: het Carixien (onder) en het Domerien (boven). De etage Pliensbachien komt overeen met het onderste Ururoan van Nieuw-Zeeland.

## Naamgeving
De naam Pliensbachien werd in 1858 door de Duitse stratigraaf Albert Oppel (1831-1865) aan de etage gegeven. Het Pliensbachien is genoemd naar de Duitse plaats Pliensbach, zo'n dertig kilometer ten oosten van Stuttgart.

## Definitie
De basis van het Pliensbachien wordt gedefinieerd door de vroegste voorkomens van de ammonietensoort Bifericeras donovani en de ammonietengeslachten Apoderoceras en Gleviceras. De top wordt gedefinieerd door het vroegste voorkomen van de Eodactylites ammonietenfauna. De GSSP ligt in de ontsluiting van Wine Haven in de Robin Hood's Bay (Noordoost-Engeland).

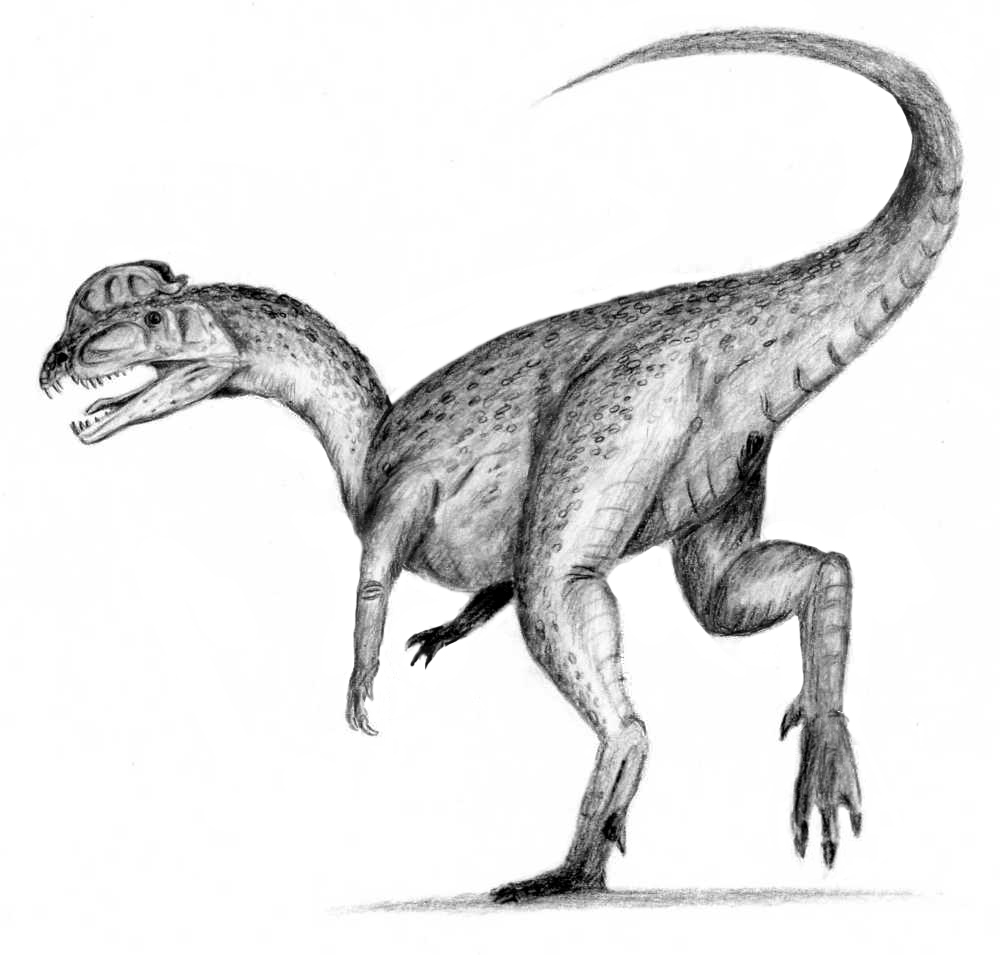
Dilophosaurus
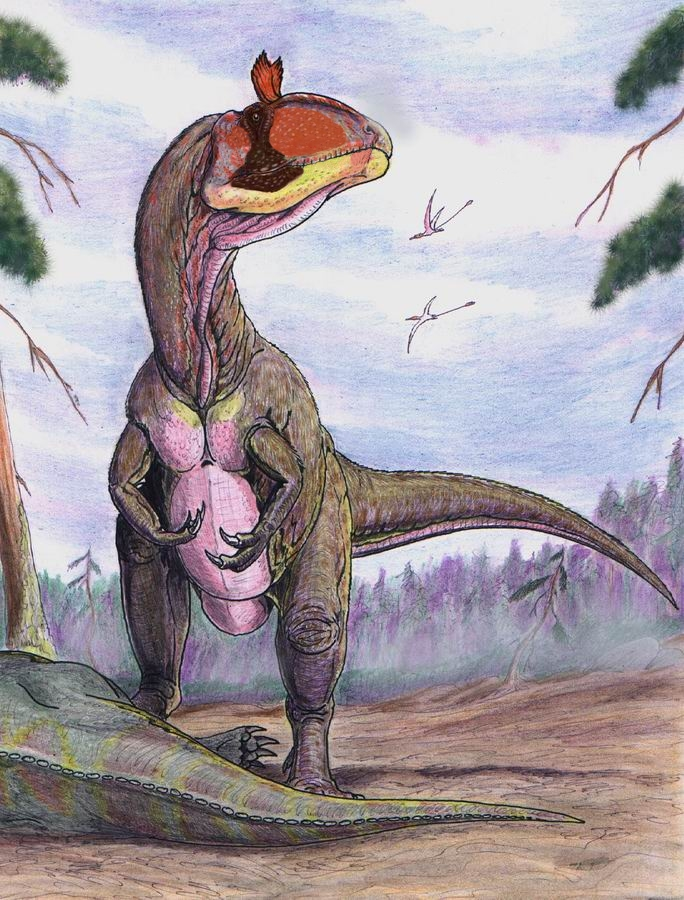
Cryolophosaurus